# Diana-Maria Riva
Diana-Maria Riva (Cincinnati, 22 juli 1969) is een Amerikaans actrice.
Riva had haar acteurdebuut in de serie Common Law. Ze heeft ook verschillende gastrollen gehad in Murder One, Party of Five, The X Files, NYPD Blue, The Drew Carey Show, Everybody Loves Raymond, CSI en Less Than Perfect.
Ook had ze een rollen in Sabrina, the Teenage Witch, The West Wing en Studio 60 on the Sunset Strip.